# Psila huashana
Psila huashana är en tvåvingeart som beskrevs av Wang och Yang 1989. Psila huashana ingår i släktet Psila och familjen rotflugor. Inga underarter finns listade i Catalogue of Life.